# Río Kíchmenga
El río Kíchmenga (ruso: Кичменга o Кичменьга) es un río del óblast de Vólogda, en el norte de la Rusia europea. Pertenece a la cuenca hidrográfica del Dvina Septentrional, ya que el Yug en el que desemboca vierte sus aguas a este.

## Geografía
El río nace en los montes Uvales, en el lago de Kichmenga cerca de Kichmengisk Gorodok. Se alimenta de las lluvias y nieves que caen en la zona. Tiene una longitud de 208km y una cuenca de 2.330km². Su caudal es de 18.8m³/s a 20km de la desembocadura. Su periodo de crecidas es en octubre. Se hiela de enero a abril o mayo.